# ワットコム郡 (ワシントン州)
ワットコム郡（英: Whatcom County、[ˈhwɒtkəm]）は、アメリカ合衆国ワシントン州の北部に位置する郡である。シアトル都市圏に含まれる。人口は22万6847人（2020年）。郡庁所在地のベリングハムは、郡内で人口最大の都市である。郡名はラミ語のXwotʼqomから採られており、「騒がしい水域」を意味している。
カナダ＝アメリカ合衆国国境に接しており、隣はカナダのブリティッシュコロンビア州である。そこはバンクーバー都市圏であり、デルタ地区、ホワイトロック市、サレー市、ラングリー地区がある。またフレーザーバレー中部にはアボッツフォード市がある。
ベリングハムなどに幾つかショッピングセンターなどサービス業があるので、国境を越えたショッピングやレクリエーションが行われている。国境を越えるポイントは5つある。そのうち2つはブレイン市にあり、州間高速道路5号線沿いの「ピース・アーチ」と、ワシントン州道543号線すなわちパシフィック・ハイウェイ沿いの商品と歩行者の越境点であり、どちらもサレー市に入る。その他の越境点は州道539号線でリンデンからアルダーグローブへ、州道9号線でスーマスからアボッツフォードへ、タイ・ドライブでポイントグローブからツワッセンへとなっている。ワットコム郡はベリングハム都市圏と一体になっている。
ワットコム郡はワシントン準州議会によって1854年3月9日にアイランド郡から分離設立された。当初は現在のサンフアン郡とスカジット郡の領域が含まれていた。

## 政府
ワットコム郡政府は郡憲章の下に郡内都市の共同で運営されている。有権者は1978年に郡憲章を承認した。郡憲章は郡の憲法として機能している。ワシントン州法にある自治条項を用いている郡は州内に4つしかないが、ワットコム郡がその1つである。地方政府は郡、法人化都市と町および特殊目的地区に分けられている。これら地方政府は州法に従って設立され、郡政府とは独立して運営されている。

### 郡政府
郡憲章は郡政府の構造を決めている。郡政委員会が郡に認められている立法権を持っている。委員会は4年間任期で選ばれる7人の委員で構成されている。3人の委員は大統領選挙の前年、4人の委員は大統領選挙の後年の11月に行われる一般選挙で選出されている。3つの選挙区からそれぞれ2人ずつが選ばれ、7人目の委員は全郡を選挙区として選ばれている。郡政委員会は郡健康管理委員会としても機能している。
行政府は6人の選挙で選ばれる行政官、すなわち郡執行官と5人の部門長で構成されている。郡執行官の役割は市長や知事に似ている。査定官、監査官、検察官、保安官および財務官が郡執行官とは別に選ばれ、それぞれの部門の長になる。これら6人の任期は4年間である。郡政委員会は条例で種々の部門を創設する。郡政委員会あるいは郡執行官がその部門長を指名する。これら部門には管理部、健康部、検察医部、企画開発部、公園レクリエーション部および公共事業部がある。
司法府には地区裁判所と上級裁判所がある。地区裁判所は限定された司法権の裁判所であり、民事および刑事事件を扱う。刑事事件は軽犯罪で告発された成人に限られている。州法で地区裁判所が取り扱う事件を規定している。民事事件の場合は5,000ドル以下の損害に関わる小さな事件を扱うことになっている。この小さな事件では弁護士の出廷が認められない。手続きも正式のものを略した形になる。地区裁判所は2人の判事、コミッショナー1人、およびスタッフ1人で運勢されている。上級裁判所は総括的な司法権の裁判所である。75,000ドルを超える民事事件あるいは金銭によらない補償を求める民事事件を扱う。上級裁判所は全ての児童犯罪と全ての成人重犯罪を審問する。また地区裁判所や自治体裁判所の控訴事件も審問する。上級裁判所は3人の判事、3人の常勤コミッショナー、2人の非常勤コミッショナーおよびスタッフで運営されている。地区裁判所と上級裁判所の判事は郡の選挙で選ばれ、任期は4年間である。コミッショナーは選出された判事の裁量によって指名される。コミッショナーは選出された判事と同等な権限と責任を有する。

### 都市と町
法人化された都市と町は市民サービスを提供する。各市町には選出された市政委員会と市長がいる。

### 特殊目的地区
特殊目的地区には墓地管理、消防、病院、図書館、教育および上下水道の各地区がある。各地区はその地区内の有権者が選出した役人によって運営される。

#### 消防地区
郡内には12の消防地区、2の市消防署および1の地域消防部があり、防火、消防および救急医療を行っている。各消防地区は選出された委員会によって運営される。大半の地区には3人の委員がいる。地区運営費は資産税から拠出される。消防士と救急医療士はボランティアであるか、出動払いである。ベリングハム市の消防士は常雇いである。地区の幾つかは常勤の消防士と救急医療士を雇っている。ベリングハム市には緊急コールセンターがある。

## 地理
アメリカ合衆国国勢調査局に拠れば、郡域全面積は2,504平方マイル (6,485 km2)であり、このうち陸地は2,120平方マイル (5,500 km2)、水域は384平方マイル (995 km2)で水域率は15.34%である。水域にはワットコム・クリークを介してベリングハム湾に注ぐワットコム湖が含まれている。ワットコム郡はブリティッシュコロンビア州のフレーザー・バレー、すなわち「ローワーメインランド」の延長であり、基本的にフレーザー川の低地デルタ平原である。過去にはフレーザー川の下流が現在のヌークサック川河口を通ってベリングハム近くでベリングハム湾に注いでいた時期があった。ポイントグローブという面積約5平方マイル (13 km2) の飛び地がカナダ側ツワッセン半島の先にあり、ここを北緯49度線すなわち国境が通っている。郡内の最高点は活火山のベーカー山であり標高10,778フィート (3,285 m) である。最低点は太平洋岸の海面である。

### 特徴的な地形
- ベリングハム湾
- バーチ湾
- カスケード山脈
  - チャッカナット山地
  - ベーカー山、郡内の最高点
  - アメリカンボーダー峰
  - スーマス山
  - シュクサン山
- チリワック川、チリワック湖
- エライザ島
- ワットコム湖
- ラミ島
- ラミ湾
- ヌークサック川

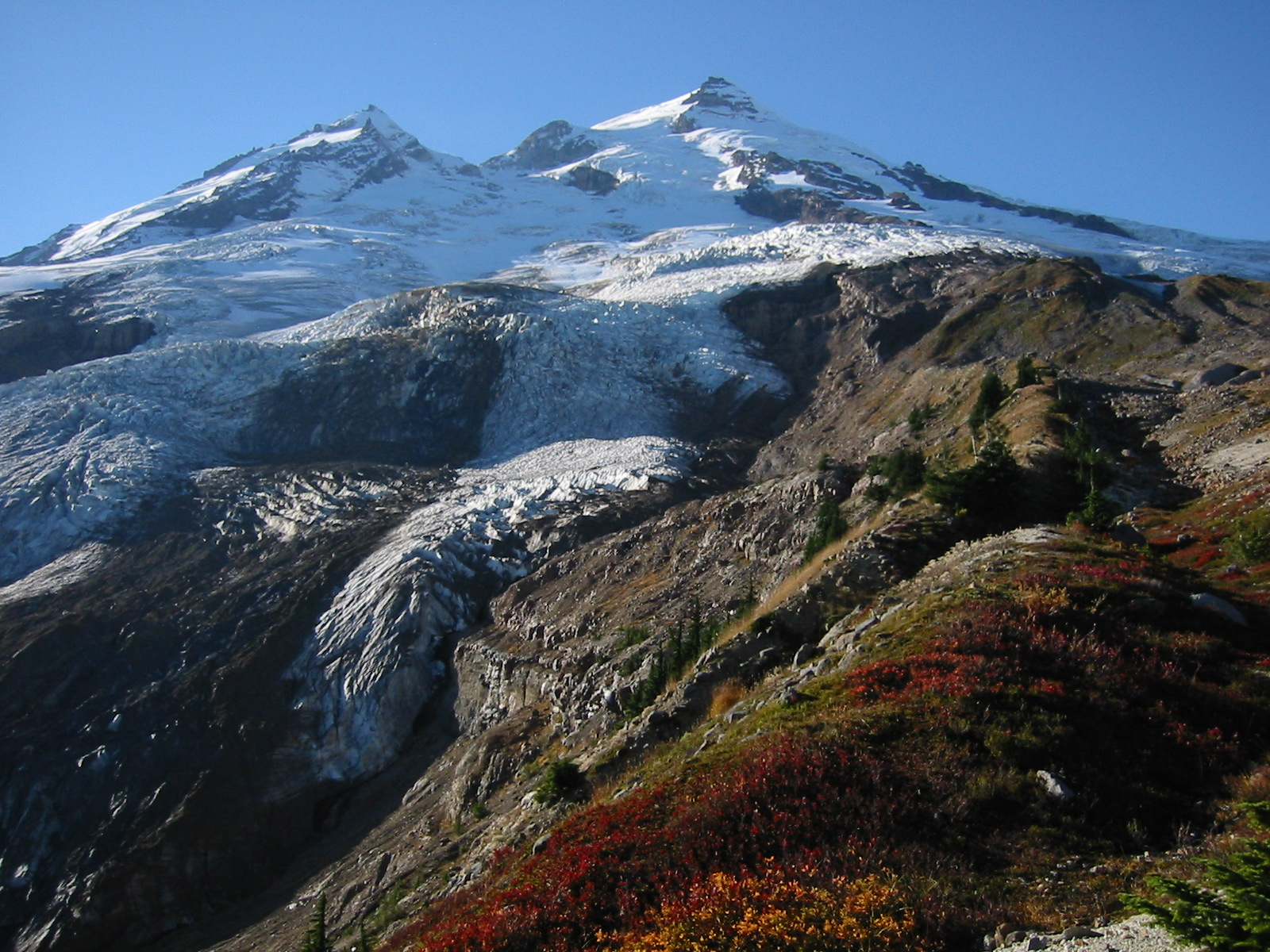
ベーカー山

- ノースルックアウト山、地元ではガルブレイス山
- ポーテージ島
- セミアームー湾
  - セミアームー岬
- スカジット川、ロス湖
- スーマス川

### 主要高規格道路
- 州間高速道路5号線はバンクーバー、シアトル、ポートランド、ロサンゼルス、サンディエゴおよびさらに南の地点とを繋いでいる。
- ワシントン州道20号線はノースカスケード・ハイウェイを通じてアメリカ国道101号線のブリティッシュコロンビア州シドニーとワシントン州ニューポートとを繋いでいる。アメリカ合衆国でカスケード山脈を通る最北の高規格道路である。この道路はワットコム郡内よりも南のスカジット郡内を多く通っている。
- アラスカ・マリーン・ハイウェイはアラスカ・ハイウェイとアメリカ合衆国の州間高速道路システムとを繋いでいる。

### 隣接する郡
- オウカノガン郡 - 東
- スカジット郡 - 南
- サンフアン郡 - 南西

また北はカナダのブリティッシュコロンビア州の2つの行政地域とも境を接している。それらはローワーメインランドとも呼ばれる。さらにビクトリア首都地域の選挙区Gを形成するガルフ諸島とは水上の境界になっている。
- バンクーバー都市圏
- フレイザーバレー地域
- ビクトリア首都地域、ジョージア海峡の対岸、ガルフ諸島との水上境界

### 州立保護地域
- バーチ湾州立公園
- タレル湖野生生物保護区
- ララビー州立公園
- ルックアウト山（ワシントン州自然資源部）
- ラミ島（部分）（ワシントン州自然資源部）
- スチュワート山（ワシントン州自然資源部）
- ワットコム湖水域

### 国立保護地域
- ベーカー山国立レクリエーション地域
- ベーカー山・スノクァルミー国立の森（部分）
- ノース・カスケード国立公園（部分）
- ロス湖国立レクリエーション地域（部分）

## 教育

### 初等中等教育
ワットコム郡住人は多くの公立学校と私立学校を利用できる。これらの学校には、就学前幼稚園、小学校および中等教育学校がある。公立学校は8つの教育学区が運営している。各教育学区は選出された教育委員によって運営される独立した地方政体である。郡西部に7つの教育学区があり、郡の南東隅にもう1つの教育学区がある。郡の他の地域は国有林あるいは国立公園の土地であり、恒久的な住人はいない。
私立学校としてはリンデン・クリスチャン学校、ベリングハム・クリスチャン学校、ウォルドーフ学校などがある。

### 高等教育
郡内には5つの高等教育機関がある。2つの大学と2つのカレッジはベリングハム市内にある。もう1つのカレッジはベリングハムの西約5マイル (8 km) にあるラミ族インディアン居留地の中にある。ベリングハム工科カレッジは公立の工学と職業教育のカレッジであり、ベリングハム市内にある。トリニティ・ウェスタン大学は私立であり、ベリングハムの北約25マイル (40 km) のラングリー地区を本拠にしている。ベリングハム市内に分校があり、学部コースと学位取得支援プログラムを運営している。西ワシントン大学は州内で3番目に大きな公立大学である。7つのカレッジで学士号と修士号を提供している。学生数は15,000人以上である。ワットコム・コミュニティ・カレッジは公立のコミュニティ・カレッジであり、学術的認証プログラムを運営し、準学士号を与えている。
ノースウェスト・インディアン・カレッジはインディアン民族が支援するカレッジであり、インディアン社会のためのものである。

## 農業
ワットコム郡は州内でもラズベリーの生産ではトップである。「シアトル・タイムズ」に拠れば、2004年に4,600万ポンド (20,800 トン) のラズベリーを生産し、州内生産高の85%となった。ワシントン州は国内の87.8%（2002年）を生産する最大のラズベリー生産地なので、ワットコム郡は国内生産高のほぼ75%を生産していることになる。

## 人口動態
以下は2000年の国勢調査による人口統計データである。
| 基礎データ - 人口: 166,814人 - 世帯数: 64,446 世帯 - 家族数: 41,116 家族 - 人口密度: 30人/km2（79人/mi2） - 住居数: 73,893 軒 - 住居密度: 13軒/km2（35/mi2） 人種別人口構成 - 白人: 88.41% - アフリカン・アメリカン: 0.69%% - ネイティブ・アメリカン: 2.82% - アジア人: 2.78% - 太平洋諸島系: 0.14% - その他の人種: 2.49% - 混血: 2.66% - ヒスパニック・ラテン系: 5.21% 先祖による構成 - ドイツ系：15.5% - イギリス系：9.2% - オランダ系：8.2% - アイルランド系：7.9% - ノルウェー系：7.0% - アメリカ人：6.6% 年齢別人口構成 - 18歳未満: 24.1% - 18-24歳: 14.2% - 25-44歳: 27.5% - 45-64歳: 22.5% - 65歳以上: 11.60% - 年齢の中央値: 34歳 - 性比（女性100人あたり男性の人口） - 総人口: 97.1 - 18歳以上: 95.0 | 世帯と家族（対世帯数） - 18歳未満の子供がいる: 30.4% - 結婚・同居している夫婦: 51.2% - 未婚・離婚・死別女性が世帯主: 8.8% - 非家族世帯: 36.2% - 単身世帯: 25.6% - 65歳以上の老人1人暮らし: 8.4% - 平均構成人数 - 世帯: 2.51人 - 家族: 3.03人 収入と家計 - 収入の中央値 - 世帯: 40,005米ドル - 家族: 49,325米ドル - 性別 - 男性: 37,589米ドル - 女性: 26,193米ドル - 人口1人あたり収入: 20,025米ドル - 貧困線以下 - 対人口: 14.2% - 対家族数: 7.8% - 18歳未満: 14.2% - 65歳以上: 8.3% |

## 著名な住人
- ライアン・スタイルズ – エミー賞候補にもなった俳優、コメディアン
- ヒラリー・スワンク – アカデミー賞主演女優賞を2度受賞した女優

## 都市と町

### 都市
下表は人口順である。都市名の後の数字が人口である。
- ベリングハム、80,885人
- リンデン、11,951人
- ファーンデール、11,415人
- ブレイン、4,684人
- エバーソン、2,481人
- ヌークサック、1,338人
- スーマス、1,307人

### 国勢調査指定地域
| - アクメ - バーチベイ - カスター - デミング - ジェネバ - グラシア | - ケンドール - メイプルフォールズ - マリエッタ・アルダーウッド - ピースフルバレー - ポイントロバーツ（陸路ではカナダに一旦出国しなければならない飛地として知られる） - サドンバレー |

### その他の町
| - ベイカービュー - ブルーキャニオン - チャッカナット - クリアブルック - クリッパー - グレンヘイブン - ローレル - ニューハレム | - プレザントバレー - サクソン - スナッグハーバー - ストランデル - ヴァン・ビューレン - ウェルカム - ウィッカーシャム |

### ゴーストタウン
- ゴーシェン